# 達姆湖 (烏克馬克縣)
53°24′14″N 13°36′00″E / 53.404°N 13.6°E

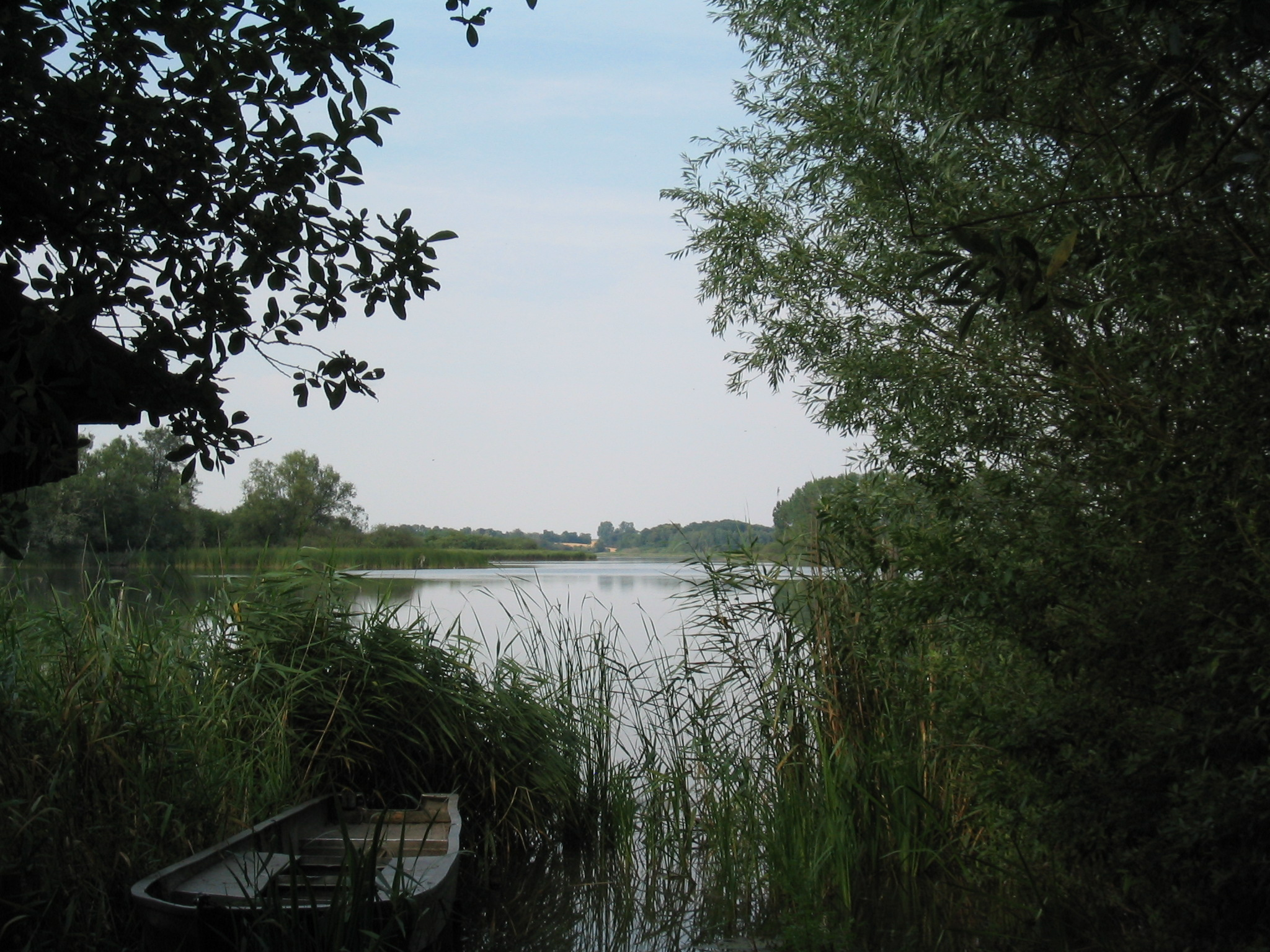

達姆湖（德語：Dammsee），是德國的湖泊，位於該國東北部，由勃蘭登堡州負責管轄，處於烏克馬克縣，面積2平方公里，海拔高度92米，最大水深7米，水體容量583萬立方米。